# Hibike! Euphonium
Hibike! Euphonium (響け! ユーフォニアム　北宇治高校吹奏楽部へようこそ, Hibike! Yūfoniamu: Kitauji Kōkō Suisōgaku-bu e Yōkoso, lit. Ressoe! Eufónio: Bem-vindo ao Clube de Instrumentos de sopro do Liceu Kitauji) é um romance japonês escrito por Ayano Takeda, foi publicado pela editora Takarajimasha em 5 de dezembro de 2013.
A adaptação para mangá foi ilustrada por Hami e publicada no site Kono Manga ga Sugoi! Web em 28 de novembro de 2014. O anime de treze episódios, foi produzido pelo estúdio Kyoto Animation e dirigido por Tatsuya Ishihara e transmitido no Japão em 7 de abril e 30 de junho de 2015.
Nos países lusófonos a série foi transmitida através do site de streaming Crunchyroll em 7 de abril de 2015.
A segunda temporada estreou em outubro de 2016, ambas com 13 episódios cada. O anime teve dois filmes de compilação das temporadas, em abril de 2016 e setembro de 2017 no Japão.
O filme spin-off Liz to Aoi Tori (Liz and the Blue Bird) estreou em abril de 2018. O filme Chikai no Finale (Our Promise: A Brand New Day), continuação do anime, foi lançado em abril de 2019, contando a história do segundo ano.
A terceira temporada do anime "Hibike! Euphonium" (também conhecido como "Sound! Euphonium") foi lançada em abril de 2024. A nova temporada foi disponibilizada na plataforma Crunchyroll a partir de 7 de abril.

## Enredo
O clube de orquestra do liceu Kitauji participava nos torneios nacionais e era um colégio campeão, mas depois do conselheiro do clube mudar, eles acabaram não sendo capazes de participar no torneio de qualificação. No entanto, graças à rigorosa instrução do conselheiro, os estudantes foram capazes de melhorar e construírem suas forças.

## Personagens
Kumiko Oumae (黄前 久美子, Ōmae Kumiko)
Voz de: Tomoyo Kurosawa
Hazuki Katou (加藤 葉月, Katō Hazuki)
Voz de: Ayaka Asai
Sapphire Kawashima (川島 緑輝, Kawashima Safaia) Midori (緑)
Voz de: Moe Toyota
Reina Kousaka (高坂 麗奈, Kōsaka Reina)
Voz de: Chika Anzai
Asuka Tanaka (田中 あすか, Tanaka Asuka)
Voz de: Minako Kotobuki
Haruka Ogasawara (小笠原 晴香, Ogasawara Haruka)
Voz de: Saori Hayami
Kaori Nakaseko (中世古 香織, Nakaseko Kaori)
Voz de: Minori Chihara
Shuichi Tsukamoto (塚本 秀一, Tsukamoto Shūichi)
Voz de: Haruki Ishiya
Takuya Gotou (後藤 卓也, Gotō Takuya)
Voz de: Kenjiro Tsuda
Riko Nagase (長瀬 梨子, Nagase Riko)
Voz de: Miyuki Kobori
Natsuki Nakagawa (中川 夏紀, Nakagawa Natsuki)
Voz de: Konomi Fujimura
Yuko Yoshikawa (吉川 優子, Yoshikawa Yūko)
Voz de: Yuri Yamaoka
Aoi Saitou (斎藤 葵, Saitō Aoi)
Voz de: Yōko Hikasa
Noboru Taki (滝 昇, Taki Noboru)
Voz de: Takahiro Sakurai
Michie Matsumoto (松本 美知恵, Matsumoto Michie)
Voz de: Aya Hisakawa
Mamiko Oumae (黄前 麻美子, Ōmae Mamiko)
Voz de: Manami Numakura
Akiko Oumae (黄前 明子, Ōmae Akiko)
Voz de: Haruhi Nanao
Azusa Sasaki (佐々木 梓, Sasaki Azusa)
Voz de: Azusa Tadokoro
Kohaku Kawashima (川島 琥珀, Kawashima Kohaku)
Voz de: Haruka Chisuga
Mizore Yoroizuka (鎧塚 みぞれ, Yoroizuka Mizore)
Nozomi Kasaki (傘木 希美, Kasaki Nozomi)
Masahiro Hashimoto (橋本 真博, Hashimoto Masahiro)
Satomi Niiyama (新山 聡美, Niiyama Satomi)

## Média

### Mídia impressa
Hibike! Euphonium é um romance de trezentos e dezanove páginas, escrito por Ayano Takeda, com a arte da capa feita por Nikki Asada. A editora Takarajimasha publicou o romance em 5 de dezembro de 2013. As sequências dos dois romances foram lançados em 5 de março e 4 de abril de 2015. A coletânea de contos foi lançada em 25 de maio de 2015.
A adaptação do mangá foi ilustrada por Hami, começou a serialização no site Kono Manga ga Sugoi! Web em 28 de novembro de 2014. O primeiro volume compilado foi lançado em 3 de abril de 2015.
| N.º | Título | Data de lançamento    | ISBN              |
| --- | --- | --------------------- | ----------------- |
| 1   | Hibike! Euphonium: Kitauji Kōkō Suisōgaku-bu e Yōkoso Hibike! Yūfoniamu: Kitauji Kōkō Suisōgaku-bu e Yōkoso (響け! ユーフォニアム 北宇治高校吹奏楽部へようこそ)                                        | 5 de dezembro de 2013 | 978-4-8002-1747-9 |
| 2   | Hibike! Euphonium 2: Kitauji Kōkō Suisōgaku-bu no Ichiban Atsui Natsu Hibike! Yūfoniamu 2: Kitauji Kōkō Suisōgaku-bu no Ichiban Atsui Natsu (響け! ユーフォニアム2 北宇治高校吹奏楽部のいちばん熱い夏) | 5 de março de 2015    | 978-4-8002-3906-8 |
| 3   | Hibike! Euphonium: 3: Kitauji Kōkō Suisōgaku-bu, Saidai no Kiki Hibike! Yūfoniamu 3: Kitauji Kōkō Suisōgaku-bu, Saidai no Kiki (響け! ユーフォニアム3 北宇治高校吹奏楽部、最大の危機)                  | 4 de abril de 2015    | 978-4-8002-3982-2 |
| 4   | Hibike! Euphonium: Kitauji Kōkō Suisōgaku-bu no Himitsu no Hanashi Hibike! Yūfoniamu: Kitauji Kōkō Suisōgaku-bu no Himitsu no Hanashi (響け! ユーフォニアム 北宇治高校吹奏楽部のヒミツの話)            | 25 de maio de 2015    | 978-4-8002-4119-1 |

### Anime
A série de anime que teve treze episódios, foi dirigida por Tatsuya Ishihara e produzida pela Kyoto Animation, foi transmitida no Japão entre 7 de abril e 30 de junho de 2015.

#### Banda sonora
Tema de abertura
Dream Solister （Episódios 1-12）
Letrista - Miho Karasawa / Composição - Kato Yusuke  / Interpretação - True
Tema de encerramento
Tutti! (「トゥッティ！」) （Episódios 1-12）
Letrista - Zaq / Arranjos - Takada Akatsuki / Interpretação - Tomoyo Kurosawa, Ayaka Asai, Moe Toyota e Chika Anzai
Tema de encerramento final
Dream Solister (Wind Orchestra Ver.) （Episódio 13）
Composição - Yusuke Kato / Arranjos - Matsuda Akirahito
| Canções de inserção |                                                                                                   |                    |         |  |
| N.º                 | Título                                                                                            | Música             | Duração |  |
| 1.                  | "Abarenbō Shōgun Theme" (暴れん坊将軍のテーマ; episódio 1)                                        | Shunsuke Kikuchi   |         |  |
| 2.                  | "Infernal Galop" (de Orfeu no Inferno; episódio 1)                                                | Jacques Offenbach  |         |  |
| 3.                  | "Marines' March" (海兵隊 Kaiheitai; episódios 3-4)                                                | James M. Fulton    |         |  |
| 4.                  | "Sinfonia n.º 9" (episódio 3)                                                                     | Antonín Dvořák     |         |  |
| 5.                  | "The Fairest of the Fair" (episódio 5)                                                            | John Philip Sousa  |         |  |
| 6.                  | "Funiculì funiculà" (episódio 5)                                                                  | Luigi Denza        |         |  |
| 7.                  | "Rydeen" (「ライディーン」; episódio 5) (do álbum Solid State Survivor da Yellow Magic Orchestra) | Yukihiro Takahashi |         |  |

#### Episódios
| #  | Título                                                                                     | Exibição original   |
| -- | ------------------------------------------------------------------------------------------ | ------------------- |
| 1  | "Bem-vindos ao ensino médio" 「Yōkoso Hai Sukūru (ようこそハイスクール)」                  | 7 de abril de 2015  |
| 2  | "Prazer em conhecê-lo, eufónio/eufônio" 「YōYoroshiku Yūfoniamu (よろしくユーフォニアム)」 | 14 de abril de 2015 |
| 3  | "O primeiro agrupamento" 「Hajimete Ansanburu (はじめてアンサンブル)」                     | 21 de abril de 2015 |
| 4  | "Cantando o solfejo" 「Utau yo Sorufēju (うたうよソルフェージュ)」                         | 28 de abril de 2015 |
| 5  | "Estamos de volta, festival" 「Tadaima Fesutibaru (ただいまフェスティバル」                | 5 de maio de 2015   |
| 6  | "Brilha, brilha, tubinha" 「Kirakira Tuba (きらきらチューバ)」                             | 12 de maio de 2015  |
| 7  | "Saxofone chorona" 「Naki Mushi Sakusofon (なきむしサクソフォン)」                         | 19 de maio de 2015  |
| 8  | "Festival do Triângulo" 「Omatsuri Toraianguru (おまつりトライアングル)」                  | 26 de maio de 2015  |
| 9  | "Por favor, audição" 「Onegai Ōdishon (おねがいオーディション)」                           | 2 de junho de 2015  |
| 10 | "Trompete sincero" 「Massugu Toranpetto (まっすぐトランペット)」                           | 9 de junho de 2015  |
| 11 | "Bem-vindas de volta, audições" 「Okaeri Ōdishon (おかえりオーディション)」                | 16 de junho de 2015 |
| 12 | "Meu eufónio/eufônio" 「Watashi no Yūfoniamu (わたしのユーフォニアム)」                    | 23 de junho de 2015 |
| 13 | "Até mais, concurso" 「Sayonara Konkūru (さよならコンクール)」                             | 30 de junho de 2015 |